# 1892 год в театре
1892 год в театре

## Яркие постановки
- Киевский театр «Соловцов» поставил пьесу Александра Островского «Волки и овцы».

## Персоналии

### Родились
- 13 февраля — Мария Ивановна Литвиненко-Вольгемут, советская украинская оперная певица (лирико-драматическое сопрано), педагог, народная артистка СССР (1936).
- 24 февраля (7 марта) — Касьян Ярославич Голейзовский, артист балета, балетмейстер, хореограф; заслуженный артист Белорусской ССР (1940), заслуженный деятель искусств Литовской ССР (1954).
- 8 апреля — Мэри Пикфорд, знаменитая актриса канадского происхождения.
- май — Хуршид Шамсутдин, узбекский советский режиссёр, драматург.
- 18 июля — Сергей Эрнестович Радлов, театральный режиссёр, заслуженный деятель искусств РСФСР.
- 24 августа — Леонид Макарьев, актёр, режиссёр, основоположник русского театра для детей.
- 21 октября — Лидия Васильевна Лопухова, русская балерина начала XX века.
- 25 ноября — Николай Михайлович Новлянский, российский и советский актёр театра и кино.
- 25 декабря — Михаил Геловани, советский актёр театра и кино, народный артист СССР (1950).
- Мааруф Ахмед Арнаут, сирийский арабский драматург.

### Скончались
- 3 апреля — Эрнст Ренц, немецкий артист цирка, режиссёр.
- 17 июля — Эразм Фабиянский, польский театральный деятель украинского происхождения.